# Симеон Славчев
Симеон Савчев (болг. Симеон Славчев, нар. 25 вересня 1993, Софія) — болгарський футболіст, півзахисник клубу «Лехія» (Гданськ).
Виступав, зокрема, за клуби «Литекс» та «Спортінг», а також національну збірну Болгарії.

## Клубна кар'єра
Народився 25 вересня 1993 року в місті Софія. Вихованець юнацьких команд футбольних клубів «Славія» (Софія) та «Літекс».
У дорослому футболі дебютував 2010 року виступами за команду клубу «Літекс», в якій провів чотири сезони, взявши участь у 52 матчах чемпіонату.
Згодом з 2011 по 2015 рік грав у складі команд клубів «Чавдар» (Етрополе) та «Спортінг».
Протягом 2015—2016 років захищав кольори клубів «Болтон Вондерерз» та «Аполлон».
До складу клубу «Лехія» (Гданськ) приєднався 2016 року. Станом на 15 квітня 2018 року відіграв за команду зі Гданська 45 матчів в національному чемпіонаті.

## Виступи за збірні
У 2009 році дебютував у складі юнацької збірної Болгарії, взяв участь у 6 іграх на юнацькому рівні.
У 2012 році залучався до складу молодіжної збірної Болгарії. На молодіжному рівні зіграв у 5 офіційних матчах.
У 2013 році дебютував в офіційних матчах у складі національної збірної Болгарії.

## Титули і досягнення
- Чемпіон Болгарії (1):

«Литекс»: 2010-11
- Чемпіон Азербайджану (1):

«Карабах»: 2018-19
- Володар Кубка Кіпру (1):

«Аполлон»: 2015-16